# Calle del Marqués de Villamagna
La calle del Marqués de Villamagna es una vía pública de la ciudad española de Madrid, situada en los barrios de Recoletos y Castellana, distrito de Salamanca.

## Descripción
La vía discurre desde el paseo de la Castellana hasta la calle de Serrano, donde conecta con la de Ramón de la Cruz. Tiene el título actual desde que se abrió en 1867, cuando José Nieulant y Sánchez Pleités, marqués de Villamagna, era corregidor de la ciudad. Aparece descrita en Las calles de Madrid (1889) de Hilario Peñasco de la Puente y Carlos Cambronero con las siguientes palabras:

Marqués de Villamagna. Desde el Paseo de la Castellana á la calle de Serrano. Es de apertura moderna. El nombre de esta calle obedece á que se abrió el año 1867, cuando era corregidor de Madrid D. José Nieulant y Sánchez Pleités, marqués de Villamagna.
(Peñasco de la Puente y Cambronero, 1889, p. 319)